# Omiodes confusalis
Omiodes confusalis là một loài bướm đêm trong họ Crambidae.